# Uczelnie techniczne w Polsce
Uczelnie techniczne w Polsce – wykaz działających w Polsce uczelni technicznych.

## Charakterystyka
W Polsce istnieje 18 publicznych uczelni technicznych nadzorowanych przez ministra właściwego ds. szkolnictwa wyższego, w tym 16 noszących nazwę politechnika. Stworzony przez Główny Urząd Statystyczny, na podstawie deklaracji uczelni oraz klasyfikacji Ministerstwa Nauki i Szkolnictwa Wyższego, wykaz wyższych szkół technicznych zawiera dodatkowo pięć uczelni niepublicznych.
Zgodnie z Ustawą z dnia 20 lipca 2018 r. Prawo o szkolnictwie wyższym i nauce, polska uczelnia może używać w nazwie wyrazu „politechnika”, jeśli posiada kategorię naukową A+, A albo B+ w co najmniej 2 dyscyplinach w zakresie nauk inżynieryjnych i nauk technicznych. Prawo o szkolnictwie wyższym z 2005 r. dopuszczało również funkcjonowanie „uniwersytetu technicznego”, jeśli jego jednostki organizacyjne posiadają uprawnienia do nadawania stopnia naukowego doktora co najmniej w dziesięciu dyscyplinach, w tym co najmniej sześć uprawnień w zakresie nauk technicznych. Część uczelni technicznych spełnia ustawowe wymogi przewidziane dla uniwersytetu technicznego (co zaznacza w swoich statutach), lecz nie stosuje tej nazwy.
W roku akademickim 2015/2016 na uczelniach technicznych studiowało 301 412 osób, w tym 288 994 osób (95,9%) na uczelniach publicznych.
Pierwszą uczelnią techniczną na ziemiach polskich była funkcjonująca w latach 1816–1826 Akademia Górnicza w Kielcach. Od 1844 działała we Lwowie Akademia Techniczna, przekształcona następnie w Szkołę Politechniczną (1877) i Politechnikę Lwowską (1920). W 1904 w Gdańsku, znajdującym się wówczas w Cesarstwie Niemieckim, działalność zainaugurowała Królewska Politechnika w Gdańsku (niem. Königliche Technische Hochschule zu Danzig). Dekretem Krajowej Rady Narodowej z 24 maja 1945 uczelnia ta została przekształcona w polską Politechnikę Gdańską. Politechnika Gdańska jest więc najstarszą uczelnią techniczną znajdującą się na obecnym terenie Polski. Najstarszą politechniką z polskim językiem wykładowym jest z kolei istniejąca od listopada 1915 Politechnika Warszawska.

## Publiczne uczelnie techniczne
Opracowano na podstawie danych Ministerstwa Nauki i Szkolnictwa Wyższego. Uszeregowano chronologicznie (wyróżniono datę powstania uczelni pod obecną nazwą). Liczba studentów według stanu w dniu 30 listopada 2015, na podstawie danych Głównego Urzędu Statystycznego.
| Lp. | Nazwa                                                         | Siedziba    | Siedziba         | Historia | Liczba studentów | Rektor (kadencja 2016–2020)                       |
| --- | ------------------------------------------------------------- | ----------- | ---------------- | --- | ---------------- | ------------------------------------------------- |
| 1.  | Politechnika Warszawska                                       | Warszawa    |                  | Powstała w 1915 na bazie istniejącego od 1898 Instytut Politechniczny im. Cara Mikołaja II, gdzie prowadzono zajęcia w języku rosyjskim.                                                                                  | 33 360           | prof. dr hab. inż. Jan Szmidt                     |
| 2.  | Akademia Górniczo-Hutnicza im. Stanisława Staszica w Krakowie | Kraków      |                  | Powstała w 1919 jako Akademia Górnicza. Nazwę Akademia Górniczo-Hutnicza otrzymała w 1947, a imię Stanisława Staszica – w 1969.                                                                                           | 30 262           | prof. dr hab. inż. Tadeusz Słomka                 |
| 3.  | Politechnika Śląska                                           | Gliwice     |                  | Powstała w 1945 z tymczasową siedzibą w Krakowie. Jednocześnie podjęto próby zlokalizowania uczelni na Górnym Śląsku, w Katowicach. Ostatecznie na siedzibę wybrano Gliwice.                                              | 22 923           | prof. dr hab. inż. Arkadiusz Mężyk                |
| 4.  | Politechnika Gdańska                                          | Gdańsk      |                  | Przekształcona w 1945 z istniejącej od 1904 niemieckiej uczelni, noszącej różne nazwy. | 23 017           | prof. dr hab. inż. Jacek Namieśnik                |
| 5.  | Politechnika Łódzka                                           | Łódź        |                  | Powstała w 1945. | 18 697           | prof. dr hab. inż. Sławomir Wiak                  |
| 6.  | Politechnika Wrocławska                                       | Wrocław     |                  | Powstała w 1945, dzięki zaangażowaniu pracowników naukowych Politechniki Lwowskiej i Uniwersytetu Jana Kazimierza we Lwowie. Przejęła budynki po istniejącej w latach 1910–1945 niemieckiej Technische Hochschule.        | 33 530           | prof. dr hab. inż. Cezary Madryas                 |
| 7.  | Politechnika Krakowska im. Tadeusza Kościuszki                | Kraków      |                  | Powstała w 1945 na bazie Wydziałów Politechnicznych Akademii Górniczej w Krakowie (utworzonych dekretem z 1946 z mocą wsteczną obowiązującą od 1945). W 1976 otrzymała imię Tadeusza Kościuszki.                          | 11 703           | prof. dr hab. inż. Andrzej Szarata                |
| 8.  | Politechnika Poznańska                                        | Poznań      |                  | Powstała w 1955 na bazie istniejącej od 1945 Szkoły Inżynierskiej w Poznaniu (wywodzącej swą tradycję z Państwowej Wyższej Szkoły Budowy Maszyn i Elektrotechniki, która istniała od 1919 do wybuchu II wojny światowej). | 20 052           | prof. dr hab. inż. Tomasz Łodygowski              |
| 9.  | Politechnika Częstochowska                                    | Częstochowa |                  | Powstała w 1955 na bazie istniejącej od 1949 Szkoły Inżynierskiej w Częstochowie. | 8792             | prof. dr hab. inż. Norbert Sczygiol               |
| 10. | Politechnika Rzeszowska im. Ignacego Łukasiewicza             | Rzeszów     |                  | Powstała w 1974 na bazie istniejącej od 1963 Wyższej Szkoły Inżynierskiej w Rzeszowie. | 16 543           | prof. dr hab. inż. Tadeusz Markowski              |
| 11. | Politechnika Białostocka                                      | Białystok   |                  | Powstała w 1974 na bazie działającej od 1964 Wyższej Szkoły Inżynierskiej W Białymstoku i jej poprzedniczki – założonej w 1949 Prywatnej Wieczorowej Szkoły Inżynierskiej NOT.                                            | 10 544           | prof. dr hab. inż. Lech Dzienis                   |
| 12. | Politechnika Świętokrzyska                                    | Kielce      |                  | Powstała w 1974 na bazie istniejącej od 1967 Kielecko-Radomskiej Wyższej Szkoły Inżynierskiej i jej poprzedniczki – założonej w 1965 Kielecko-Radomskiej Wieczorowej Szkoły Inżynierskiej.                                | 9003             | prof. dr hab. inż. Wiesław Trąmpczyński           |
| 13. | Politechnika Lubelska                                         | Lublin      |                  | Powstała w 1977, kontynuując tradycje istniejących w Lublinie: Wyższej Szkoły Inżynierskiej (1965) i Wieczorowej Szkoły Inżynierskiej (1953).                                                                             | 10 095           | prof. dr hab. inż. Zbigniew Pater                 |
| 14. | Politechnika Opolska                                          | Opole       |                  | Powstała w 1996 na bazie założonej w 1966 Wyższej Szkoły Inżynierskiej. W latach 1959–1966 istniał w Opolu Punkt Konsultacyjny Politechniki Śląskiej.                                                                     | 7579             | prof. dr hab. inż. Marek Tukiendorf               |
| 15. | Politechnika Koszalińska                                      | Koszalin    |                  | Powstała w 1996 w oparciu o założoną w 1968 Wyższą Szkołę Inżynierską w Koszalinie. | 6124             | prof. dr hab. inż. Tadeusz Bohdal                 |
| 16. | Zachodniopomorski Uniwersytet Technologiczny w Szczecinie     | Szczecin    |                  | Powstał w 2009, dzięki połączeniu istniejącej w latach 1955–2008 Politechniki Szczecińskiej (z tradycją sięgającą 1946) i działającej od 1972 do 2008 Akademii Rolniczej w Szczecinie (z tradycją sięgającą 1954).        | 10 570           | dr hab. inż. Jacek Wróbel, prof. ZUT              |
| 17. | Politechnika Bydgoska im. Jana i Jędrzeja Śniadeckich         | Bydgoszcz   | UTP Bydgoszcz b1 | Powstała w 2021 na bazie istniejącego od 2006 Uniwersytetu Technologiczno-Przyrodniczego. | 7534             | prof. dr hab. inż. Marek Adamski                  |
| 18. | Politechnika Morska w Szczecinie                              | Szczecin    |                  | Powołana 7 kwietnia 2022, ze skutkiem od 1 września, z przemianowania Akademii Morskiej. Wcześniej Wyższej Szkoły Morskiej w Szczecinie.                                                                                  | ok. 3400         | dr hab. inż. kpt. ż.w. Wojciech Ślączka, prof. PM |

## Niepubliczne uczelnie techniczne
Uczelnie niepubliczne sklasyfikowane jako wyższe szkoły techniczne:
1. Polsko-Japońska Akademia Technik Komputerowych – założona w 1994 jako Polsko-Japońska Wyższa Szkoła Technik Komputerowych. Rada Wydziału Informatyki PJATK uzyskała uprawnienia do nadawania stopnia naukowego doktora nauk technicznych w dyscyplinach: informatyka (od 2000) i mechanika (od 2014) oraz doktora habilitowanego nauk technicznych w dyscyplinie informatyka (od 2009)[38].
2. Wyższa Szkoła Ekologii i Zarządzania w Warszawie – założona w 1995.
3. Wyższa Szkoła Informatyki Stosowanej i Zarządzania w Warszawie – założona w 1996.
4. Wyższa Szkoła Informatyki i Umiejętności w Łodzi – założona w 1997.
5. Wyższa Szkoła Techniczna w Katowicach – założona w 2003.